# Pterolophia kilimandjaroensis
Pterolophia kilimandjaroensis är en skalbaggsart som beskrevs av Stefan von Breuning 1970. Pterolophia kilimandjaroensis ingår i släktet Pterolophia och familjen långhorningar. Inga underarter finns listade i Catalogue of Life.